# Бялковский, Бартош
Бартош Бялковский (пол. Bartosz Białkowski; род. 6 июля 1987, Бранево, Варминско-Мазурское воеводство) — польский футболист, вратарь клуба «Миллуолл».

## Клубная карьера

### Ранняя карьера
30 октября 2004 года Бялковский дебютировал в чемпионате Польши за «Гурник» (Забже) в матче против «Дискоболия». Он вышел со скамейки запасных на 69 минуте игры, чтобы заменить вратаря первого выбора Петра Леха, который был удален с поля.

### «Саутгемптон»
9 января 2006 года Бялковский подписал контракт с «Саутгемптоном». Дебют состоялся 25 января в матче против «Кристал Пэлас» (0:0). Через 3 дня дебютировал в кубковом матче против «Лестер Сити» (1:0).
Получал травмы в конце сезона 2005/06 и в начале сезона 2006/07, когда в матче пятого раунда Кубка Англии против «Ньюкасл Юнайтед» неудачно попытался взять мяч. Главный тренер «святых», Джордж Берли, не смог его заменить, поскольку все три возможные замены уже использованы. Бялковского на воротах заменил Декстер Блэксток.
Бялковский вернулся в стартовый состав 16 марта 2007 года в матче против «Колчестер Юнайтед». Он был заменен Келвином Дэвисом после того как «Саутгемптон» потерпели поражения от «Кристал Пэлас» в Чемпионшипе (1:4) и от «Питерборо Юнайтед» в Кубке Лиги (1:2).
17 марта 2009 Бялковский был отдан в аренду в «Ипсвич Таун» до конца сезона. В своем первом появлении на скамейке запасных он получил красную карточку, находясь за пределами игрового поля. Бартош не сыграв ни одного матча за «трактористов» вернулся в конце сезона в «Саутгемптон».
28 сентября 2009 года Бялковский был отдан в краткосрочную аренду в «Барнсли». Он сыграл в двух матчах, а потом вернулся в «Саутгемптон» в Лигу 1. 24 ноября Бартош сыграл первый матч за «святых» впервые за 2 года, заменив на 61 минуте травмированного Келвина Дэвиса в матче против «Хартлпул Юнайтед». Он сыграл в следующих 6 матчах, пока Дэвис не оправился от травмы. В мае 2010 года Бялковский от «Саутгемптона» получил предложение продлить контракт.
5 августа Бялковский с «Саутгемптоном» подписал двухлетний контракт с возможностью продления ещё на два года.

### «Ноттс Каунти»
15 июня 2012 года Бялковский подписал трехлетний контракт с «Ноттс Каунти». 11 августа дебютировал в кубковом матче против «Брэдфорд Сити». В своем первом сезоне Бартош провел 40 матчей, в 14 из которых отстоял на ноль.

### «Ипсвич Таун»
15 июля 2014 года Бялковский подписал двухлетний контракт с «Ипсвич Таун». 1 ноября дебютировал в матче против «Блэкпула». В сезонах 2015/16, 2015/16 и 2015/16 признавался Игроком года в «Ипсвчи Таун».

### «Миллуолл»
30 июля 2019 года Бялковский был отдан в аренду в «Миллуолл». 3 августа дебютировал в матче против «Престон Норт Энда», заменив травмированного Фрэнка Филдинга на 43 минуте. 27 января 2020 года стал игроком «Миллуолла» на постоянной основе. В течение своего первого сезона в клубе он сыграл каждую игру в лиге, выиграв «Золотую перчатку» турнира, отстояв 16 матчей на ноль. В сезонах 2019/20 и 2020/21 был признан игроком года в клубе по версии болельщиков.

## Клубная статистика
| Клуб              | Сезон             | Лига              | Лига  | Лига | Кубок Англии | Кубок Англии | Кубок лиги | Кубок лиги | Другое | Другое | Итог  | Итог |
| Клуб              | Сезон             | Дивизион          | Матчи | Голы | Матчи        | Голы         | Матчи      | Голы       | Матчи  | Голы   | Матчи | Голы |
| ----------------- | ----------------- | ----------------- | ----- | ---- | ------------ | ------------ | ---------- | ---------- | ------ | ------ | ----- | ---- |
| Саутгемптон       | 2005/06           | Чемпионшип        | 5     | 0    | 2            | 0            | 0          | 0          | —      | —      | 7     | 0    |
| Саутгемптон       | 2006/07           | Чемпионшип        | 8     | 0    | 0            | 0            | 0          | 0          | 1      | 0      | 9     | 0    |
| Саутгемптон       | 2007/08           | Чемпионшип        | 1     | 0    | 0            | 0            | 1          | 0          | —      | —      | 2     | 0    |
| Саутгемптон       | 2008/09           | Чемпионшип        | 0     | 0    | 0            | 0            | 3          | 0          | —      | —      | 3     | 0    |
| Саутгемптон       | 2009/10           | Лига 1            | 7     | 0    | 1            | 0            | 0          | 0          | 2      | 0      | 10    | 0    |
| Саутгемптон       | 2010/11           | Лига 1            | 0     | 0    | 3            | 0            | 0          | 0          | 0      | 0      | 3     | 0    |
| Саутгемптон       | 2011/12           | Чемпионшип        | 1     | 0    | 3            | 0            | 4          | 0          | —      | —      | 8     | 0    |
| Саутгемптон       | Саутгемптон итог  | Саутгемптон итог  | 22    | 0    | 9            | 0            | 8          | 0          | 3      | 0      | 42    | 0    |
| Барнсли (аренда)  | 2009/10           | Чемпионшип        | 2     | 0    | —            | —            | —          | —          | —      | —      | 2     | 0    |
| Ноттс Каунти      | 2012/13           | Лига 1            | 40    | 0    | 2            | 0            | 1          | 0          | 2      | 0      | 45    | 0    |
| Ноттс Каунти      | 2013/14           | Лига 1            | 44    | 0    | 1            | 0            | 2          | 0          | 1      | 0      | 48    | 0    |
| Ноттс Каунти      | Ноттс Каунти итог | Ноттс Каунти итог | 84    | 0    | 3            | 0            | 3          | 0          | 3      | 0      | 93    | 0    |
| Ипсвич Таун       | 2014/15           | Чемпионшип        | 31    | 0    | 1            | 0            | 1          | 0          | 2      | 0      | 35    | 0    |
| Ипсвич Таун       | 2015/16           | Чемпионшип        | 20    | 0    | 2            | 0            | 1          | 0          | —      | —      | 23    | 0    |
| Ипсвич Таун       | 2016/17           | Чемпионшип        | 44    | 0    | 0            | 0            | 0          | 0          | —      | —      | 44    | 0    |
| Ипсвич Таун       | 2017/18           | Чемпионшип        | 45    | 0    | 1            | 0            | 0          | 0          | —      | —      | 46    | 0    |
| Ипсвич Таун       | 2018/19           | Чемпионшип        | 28    | 0    | 1            | 0            | 1          | 0          | —      | —      | 30    | 0    |
| Ипсвич Таун       | Ипсвич Таун итог  | Ипсвич Таун итог  | 168   | 0    | 5            | 0            | 3          | 0          | 2      | 0      | 178   | 0    |
| Миллуолл (аренда) | 2019/20           | Чемпионшип        | 28    | 0    | 2            | 0            | 0          | 0          | —      | —      | 30    | 0    |
| Миллуолл          | 2019/20           | Чемпионшип        | 18    | 0    | 0            | 0            | 0          | 0          | —      | —      | 18    | 0    |
| Миллуолл          | 2020/21           | Чемпионшип        | 46    | 0    | 0            | 0            | 3          | 0          | —      | —      | 49    | 0    |
| Миллуолл          | 2021/22           | Чемпионшип        | 46    | 0    | 0            | 0            | 0          | 0          | —      | —      | 46    | 0    |
| Миллуолл          | Миллуолл итог     | Миллуолл итог     | 138   | 0    | 2            | 0            | 3          | 0          | 0      | 0      | 143   | 0    |
| Общий итог        | Общий итог        | Общий итог        | 410   | 0    | 19           | 0            | 17         | 0          | 8      | 0      | 454   | 0    |

## Международная карьера
Дебют за национальную сборную Польши состоялся 23 марта 2018 года в товарищеском матче против сборную Нигерии.
Был включён в состав сборной на чемпионат мира 2018 года в России, где все матчи провёл на скамейке запасных.

## Достижения

### Клубные
- Обладатель трофея Футбольной лиги: 2010
- Вице-чемпион Лиги 1: 2010/11
- Вице-чемпион Чемпионшипа: 2011/12

### Индивидуальные
- Игрок года «Ипсвич Таун»: 2015/16, 2016/17, 2017/18
- Золотая перчатка Футбольной лиги Англии: 2019/20
- Игрок года «Миллуолл»: 2019/20, 2020/21